# Epimedium hunanense
Epimedium hunanense là một loài thực vật có hoa trong họ Hoàng mộc. Loài này được (Hand.-Mazz.) Hand.-Mazz. mô tả khoa học đầu tiên năm 1931.